# Dallara SF14
La Dallara SF14 è una vettura sportiva monoposto a ruote scoperte che inizia a competere dal 2014 nel campionato giapponese di Super Formula. La vettura è l'unica ammessa nel campionato, fino all'edizione del 2018. Verrà sostituita dalla Dallara SF19.

## Storia
Nel 2012 gli organizzatori  del campionato, allora denominato Formula Nippon, decisero di indire un bando per ricercare il nuovo costruttore a cui affidare la fornitura della monoposto, che sarebbe stata ammessa al campionato dal 2014, al fine di  sostituire la Swift FN09. Nel settembre di quell'anno venne annunciato che il costruttore italiano Dallara (fornitore unico anche per GP2 Series e IndyCar) aveva vinto l'appalto.
La vettura ideata, denominata SF14, è stata presentata a Tokyo il 25 marzo 2013. Rimpiazza, come detto, la precedente Swift FN09, che era stata utilizzata tra il 2009 e il 2013.

## Specifiche tecniche
La monoposto pesa 650 kg, e viene spinta dai motori Honda e Toyota, fornitori già presenti nel campionato. Il propulsore è, per questa vettura, un motore turbo 4 cilindri 2.000 cc, e produce una potenza di circa 550 cavalli, che diventano 600 con l'utilizzo dell'overboost.
Il 10 luglio 2013 la vettura è stata testata, per la prima volta, sul Circuito del Fuji, da Kazuki Nakajima (per il motore Toyota), e da Takuya Izawa (per il motore Honda). Secondo i tecnici della Toyota la vettura, una volta sviluppata, dovrebbe essere più veloce di tre secondi rispetto alla vettura precedente.